# Évita Muzic
Évita Muzic (Lons-le-Saunier, 26 mei 1999) is een Franse veldrijdster en wegwielrenster die sinds 2018 voor het Franse FDJ-Suez rijdt.
Muzic won in 2016 de veldritten van Illnau en La Mézière. Vanaf 2018 rijdt ze voor de Franse wielerploeg FDJ Nouvelle-Aquitaine Futuroscope. Muzic won in 2020 de negende etappe van de Ronde van Italië voor vrouwen. In 2021 won ze het Frans kampioenschap op de weg.

## Palmares

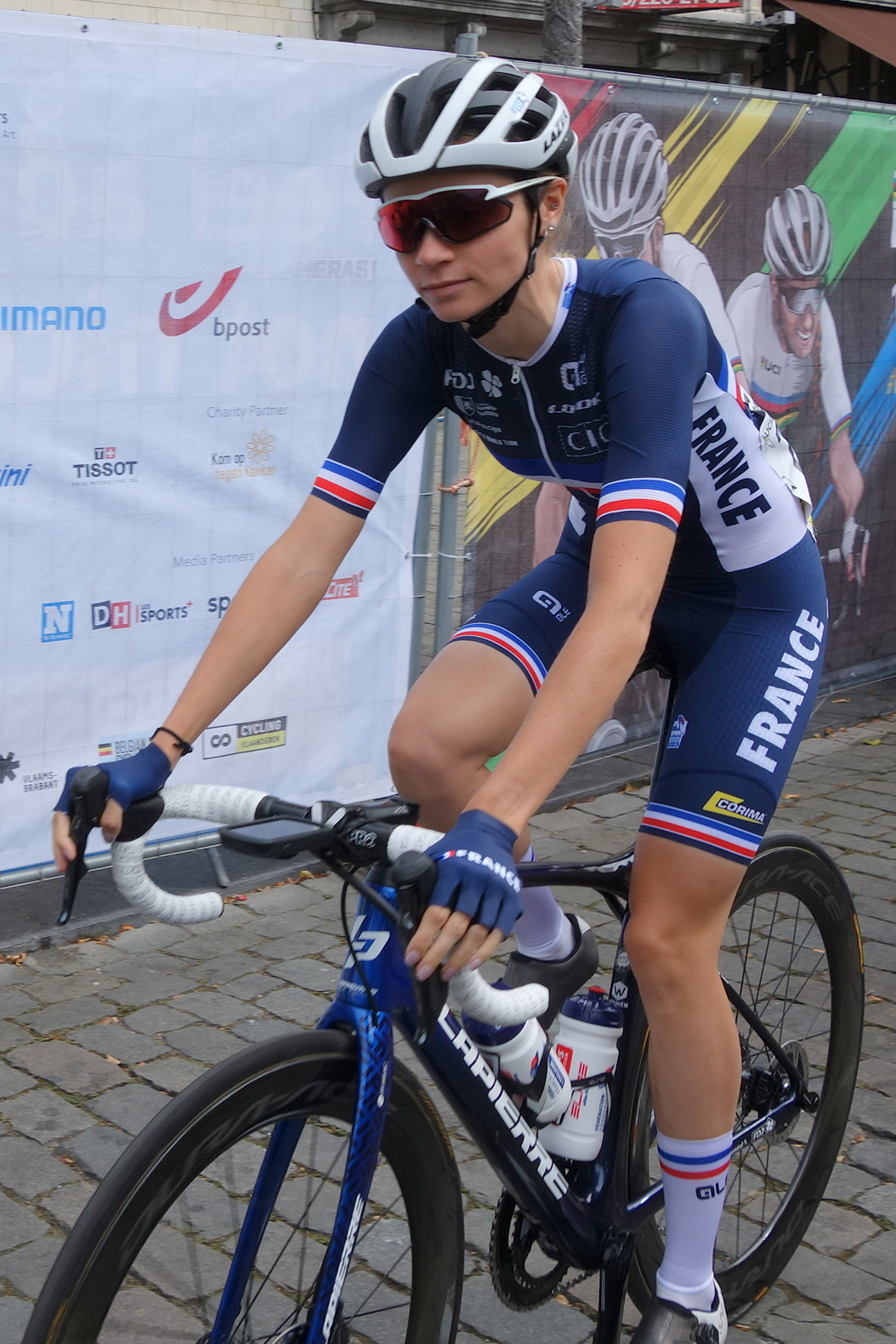
Muzic voor de start van het WK 2021.

### Wegwielrennen
2017
 Frans kampioen op de weg, junioren
2019
Jongerenklassement Emakumeen Bira
 Frans kampioen op de weg, beloften
Jongerenklassement Tour de l'Ardèche
2020
9e etappe Ronde van Italië voor vrouwen
2021
 Frans kampioen op de weg, elite
2022
Jongerenklassement Ronde van Burgos
Alpes Grésivaudan Classic,
2023
Alpes Grésivaudan Classic
2024
6e etappe Ronde van Spanje

### Uitslagen in voornaamste wedstrijden
| Jaar | Ronde van Italië | Ronde van Frankrijk | Ronde van Spanje |
| ---- | ---------------- | ------------------- | ---------------- |
| 2018 |                  |                     |                  |
| 2019 | 26e              |                     |                  |
| 2020 | 10e (1)          |                     |                  |
| 2021 | 12e              |                     | 19e              |
| 2022 | 14e              | 8e                  | 43e              |
| 2023 | 17e              | opgave              | 6e               |
| 2024 |                  |                     | 5e (1)           |
| 2025 | 13e              | 10e                 | 10e              |

| Jaar | Amstel Gold Race | Luik-Bast.‑Luik | Waalse Pijl | Strade Bianche | Brabantse Pijl |  | WK op de weg |
| ---- | ---------------- | --------------- | ----------- | -------------- | -------------- |  | ------------ |
| 2018 |                  | 47e             | 64e         |                |                |  |              |
| 2019 |                  | 32e             | 31e         | 36e            |                |  | 88e          |
| 2020 |                  | 42e             | 56e         | 44e            |                |  | 20e          |
| 2021 | 78e              | 23e             | 20e         | 20e            | 66e            |  | 50e          |
| 2022 |                  | 20e             | 57e         |                | opgave         |  | 41e          |
| 2023 |                  | 17e             | 5e          |                | 11e            |  |              |
| 2024 |                  | 15e             | 4e          | 10e            |                |  | 26e          |
| 2025 | 29e              |                 |             | 12e            | 6e             |  |              |

### Veldrijden
2016
Illnau
La Mézière
2023
Ouistreham

## Ploegen
- 2018 –  FDJ Nouvelle-Aquitaine Futuroscope
- 2019 –  FDJ Nouvelle-Aquitaine Futuroscope
- 2020 –  FDJ Nouvelle-Aquitaine Futuroscope
- 2021 –  FDJ Nouvelle-Aquitaine Futuroscope
- 2022 –  FDJ Nouvelle-Aquitaine Futuroscope
- 2023 –  FDJ-Suez
- 2024 –  FDJ-Suez
- 2025 –  FDJ-Suez

Bravard · Demay · Duval · Fournier · Gillow · Grossetête · Guilman · Kitchen · Muzic · Richioud · Slik · Tenniglo
Becker · Borgli · Bravard · Demay · Duval · Fahlin · Gillow · Grossetête · Guilman · Kitchen · Le Net · Muzic · Richioud · Wiel
Borgli · Chapman · Duval · Fahlin · Gillow · Grossetête · Guilman · Kitchen · Le Net · Muzic · Uttrup Ludwig · Wiel
Borgli · Cavalli · Chapman · Duval · Fahlin · Grossetête · Guilman · Kitchen · Le Net · Muzic · Uttrup Ludwig · Wiel
Borgli · Brown · Cavalli · Chapman · Copponi · Duval · Fahlin · Grossetête · Guazzini · Guilman · Le Net · Muzic · Uttrup Ludwig · Wiel
Adegeest · Borgli · Brown · Cavalli · Copponi · Duval · Fahlin · Grossetête · Guazzini · Guilman · Le Net · Muzic · Uttrup Ludwig · Verhulst · Wiel
Adegeest · Brown   · Buysman · Cavalli · Curinier · Demay · Duval · Guazzini · Kraak · Le Net · Molengraaf · Muzic · Uttrup Ludwig · Verhulst · Vigilia · Wiel
Adegeest · Buysman · Chabbey · Curinier · Demay · Duval · Gery · Guazzini · Kraak · Labous · Le Net · Molengraaf · Muzic · Rayer · Vigilia · Vollering · Wiel · Wollaston